# Peterson, Iowa
Peterson là một thành phố thuộc quận Clay, tiểu bang Iowa, Hoa Kỳ. Năm 2010, dân số của thành phố này là 334 người.

## Dân số
Dân số qua các năm:
- Năm 2000: 372 người.
- Năm 2010: 334 người.